# Szczawno-Zdrój
Szczawno-Zdrój é um município da Polônia, na voivodia da Baixa Silésia e no condado de Wałbrzych. Estende-se por uma área de 14,74 km², com 5 608 habitantes, segundo os censos de 2018, com uma densidade de 380,46 hab/km².